# محمد الزكروطي
محمد الزكروطي لاعب كرة قدم قطري، ولد في (19 مايو 1996) ، لعب سابقاً لصالح نادي الوكرة .

## روابط خارجية
- محمد الزكروطي على موقع Soccerway.com (الإنجليزية)